# كارمين سميث
كارمين سميث (بالإنجليزية: Carmen Smith)‏ هي مغنية أسترالية، ولدت في 1984.

## وصلات خارجية
- الموقع الرسمي